# 樂浪公主 (樂浪)
樂浪公主崔氏（?—?），1世纪时乐浪郡东部都尉（樂浪国王）崔理之女。
32年（东汉建武八年、高句丽大武神王十五年），高句丽大武神王之子好童前往沃沮，遇到乐浪郡东部都尉崔理，崔理看到他就觉得他并非普通人，而是北国神王之子，就想把女儿嫁给他，好童当时并未答应。据说当时乐浪有鼓和角，会在敌兵入侵时自鸣。好童回国后，偷偷派人对樂浪公主说，如果要他答应婚事并依礼迎娶，就要把自鸣鼓角都割破，否则不会迎娶。于是樂浪公主拿利刀潜入武器库中割破鼓面角口，并告知好童，好童就娶她为妻。后来好童劝父王出兵攻打乐浪，当时自鸣鼓角皆不再响，崔理不备，结果到高句丽军攻至城下，崔理才知道自鸣鼓角皆破，于是把樂浪公主杀死并投降。
另说，好童与樂浪公主的婚事是大武神王为了灭乐浪而提出，让儿子娶崔氏之后，待樂浪公主回到乐浪，破坏乐浪的自鸣鼓角，达到灭乐浪之目的。

## 相关影视
《自鸣鼓》（SBS、2009年，朴敏英、陈智熙）